# إليزابيث سينغر رو
إليزابيث سينغر رو (بالإنجليزية: Elizabeth Singer Rowe) (اسمها قبل الزواج: سينغر، 1674 - 1737)، شاعرة وكاتبة مقالات وروائية إنجليزية كانت تُلقب باسم «زينة الكُتاب من جنسها وعمرها» و «سينغر السماوية». عُدت إحدى أكثر المؤلفين قراءة في إنجلترا في القرن الثامن عشر. كتبت في الشعر الديني بشكل أساسي، لكن عملها الأكثر شهرة تحت عنوان الصداقة في الموت (1728) كان عبارة عن مجموعة منوعة من الرسائل الخيالية الينسينية من الأموات إلى الأحياء. على الرغم من وصفها بعد وفاتها بأنها متدينة ومنعزلة ثكلى، عُرفت السيدة رو على نطاق واسع وشاركت في المخاوف المحلية في فروم في مسقط رأسها في مقاطعة سومرست. حافظت على شهرتها طوال القرن التاسع عشر في البلدان على جانبي المحيط الأطلسي، إلى جانب شهرتها في مجال الترجمة. على الرغم من قلة قراءة كتاباتها اليوم، فقد وصفها العلماء بأنها متطرفة من الناحية الأسلوبية والمواضيعية لتلك الفترة.

## الاستقبال النقدي
أشاد الناقد الأدبي وكاتب المعاجم في القرن الثامن عشر صموئيل جونسون بكتابات السيدة رو إذ كتب في مراجعة كتاب ميسيلينيز أن كاتبي المقالات في هذه المجموعة «يبدون وكأنهم يقلدون، أو يحاولون تقليد غزارة وغنى كتابات السيدة رو». ومع ذلك، فإن هذا لم يلخص ما فعلوه بالكامل؛ فقد عملوا على تكثيف أسلوبها اللامع في استخدام الصور وتبني الصدق في المشاعر «ونسبوا إليها الفضل في إتقان الأسلوب الذي استخدمت فيه «زخارف الرومانسية في تزيين الدين». أشادت الكاتبة الإنجليزية والسيدة المثقفة المعروفة في القرن الثامن عشر إليزابيث كارتر «بأناقة فكرها الفَرِح» واصفةً شعرها بأنه «مصقول بالأخلاق» بالكتابة عن «آلام شديدة توقظ المشاعر الأنبل للروح». أطلق عليها معاصريها لقب «الخليفة الفاضلة لكاثرين فيليبس».
بعد وفاتها، أكد كتاب آخرون وجمهور القراء على سمعتها الفاضلة. في عام 1739، تناولت مجلة السيد سلسلة من ثلاثة أجزاء تحدثت فيها عن السيدة رو واصفةً إياها «بزينة الكُتاب من جنسها». اعتبر جورج بالارد، الأديب المرموق وكاتب السيرة الذاتية في القرن الثامن عشر، السيدة رو مثالًا لنموذجه المستأنس للكاتبة الفاضلة والمتواضعة والمثالية في مذكراته المؤثرة للعديد من سيدات بريطانيا العظمى: اللواتي تم الاحتفال بهن لكتاباتهن أو مهارتهن في اللغات والفنون والعلوم المكتسبة (1752). أشاد جون دونكومب في كتابه فيمينياد بشخصيتها وكتاباتها أيضًا. في أواخر عام 1803، كتب كاتب مجهول أن كتابات السيدة رو مليئة «بالفضيلة في جمالها الحقيقي التي يوصي بها الجيل الصاعد». امتلكت السيدة رو «نفوذًا ثقافيًا»، ما أثر على الكاتبات اللاحقات والناشطات المسيحيات في القرن التاسع عشر. أعيد طباعة أعمالها سنويًا تقريبًا حتى عام 1855، ثم توقفت طباعتها تمامًا في عام 1860، وفي عام 1897، لم يتم ذكر اسمها حتى في قاموس المؤلفين الإنجليز؛ إذ تحولت سمعتها من «المثال الأعلى» و «الإلهام» إلى «فضول قديم».
وصف الباحثون الجدد السيدة رو بأنها شخصية محورية في تطوير الرواية الإنجليزية: استعارت رو شخصياتها التقليدية وقصصهم من أواخر القرن السابع عشر وأوائل القرن الثامن عشر في أسلوب الرومانسية الفرنسية والإيطالية الشهيرة في إنجلترا، وذلك بتحويل النضالات الخارجية لإنقاذ جسد البطلة من الفاسدين بهدف إنقاذ عقل البطلة وروحها من العالم الفاسد من خلال ضبط النفس الفاضل الناتج عن التأمل، وبالتالي إغلاق مسار حبكة القصة اللاحق مثلما هو موضح في الروايات اللاحقة، مثل بيتسي ثوتليس لإيليزا هايوود وكلاريسا لصمويل ريتشاردسون وسيسيليا لفرانسيس بورني. ما زالت إعادة تقييم الأهمية النسوية الأولية والتحيزية لمساهمة السيدة رو الأدبية مستمرة مقابل موضوعاتها الأخلاقية والتعليمية.